# Francesco Enrico di Sassonia-Lauenburg
Francesco Enrico di Sassonia-Lauenburg (9 aprile 1604 – 26 novembre 1658) fu un principe di Sassonia-Lauenburg.

## Biografia
Francesco Enrico era il nono e più giovane figlio maschio del duca Francesco II di Sassonia-Lauenburg (1547 - 1619) e della sua seconda moglie Maria (1566 - 1626), figlia del duca Giulio di Brunswick-Lüneburg, principe di Wolfenbüttel. Re Enrico IV di Francia fu suo padrino al battesimo. In un accordo in materia di eredità, Francesco Enrico riconobbe il fratello maggiore Augusto come sovrano, in cambio di un appannaggio annuale di 2.500 talleri.
Quando re Gustavo II Adolfo di Svezia sbarcò a Peenemünde nel 1630, Francesco Enrico entrò al suo servizio e riuscì a guadagnarsene l'affetto. Combatté come colonnello e comandante di reggimento sotto il generale Johan Banér ed uscì vittorioso dalla battaglia di Wittstock del 1636. Gustavo Adolfo diede a Francesco Enrico le tenute del convento femminile dell'abbazia di Marianowo, in Pomerania.  Il 28 giugno 1643 la figlia di Gustavo Adolfo, Cristina di Svezia, cedette Marianowo a Francesco Enrico per dieci anni, trascorsi i quali, il 12 dicembre 1653, i territori tornarono al nuovo governante della Pomerania, Federico Guglielmo  il Grande Elettore, che ricompensò Francesco Enrico per i miglioramenti apportati al feudo. 
Alla morte della madre, avvenuta nel 1635, Francesco Enrico ricevette Franzhagen a seguito della suddivisione delle proprietà materne tra i figli maschi. Quando morì suo fratello Augusto, egli ricevette inoltre Wangelau e Rothenbeck (parte dell'attuale comune di Grande). Durante il suo periodo di servizio per l'esercito svedese, si trovò a trascorrere molto tempo con Sofia di Schleswig-Holstein-Sonderburg (1579 – 1658), vedova di Filippo II, duca di Pomerania; i padri di Sofia e di Francesco Enrico erano cugini. Fu proprio in un possedimento ottenuto come controdote da Sofia, un ex convento che aveva trasformato in castello a Trzebiatów, che Francesco Enrico sposò Maria Giuliana di Nassau-Siegen (1612 - 1665), con cerimonia avvenuta il 13 dicembre 1637.  Il loro primo figlio nacque a Trzebiatów nel 1640.  Francesco Enrico servì Sofia come amministratore delle sue tenute. 
Francesco Enrico ed il fratello Francesco Carlo si opposero all'ipotesi della successione del fratello Giulio Enrico come unico governante del Sassonia-Lauenburg, ma le dispute vennero risolte quanto quest'ultimo beneficiò dell'eredità del fratellastro maggiore Augusto, deceduto nel 1656.
In seguito Francesco Enrico prese residenza al castello di Franzhagen; a causa della sua avarizia, i suoi sudditi gli diedero il soprannome di Francesco Pane Secco (basso-tedesco: Franz Drögbrod).

## Matrimonio e discendenza
Il 13 dicembre 1637, a Trzebiatów, Francesco Enrico sposò Maria Giuliana (1612 - 1665), figlia del conte Giovanni VII di Nassau-Siegen, con la quale ebbe sette figli:
- Caterina Maria (1640 - 1641);
- Cristina Giuliana (1642 - 1644);
- Erdmute Sofia (1644 - 1689) che nel 1665 sposò il duca Gustavo Rodolfo di Meclemburgo-Schwerin (1632 – 1670), figlio di Adolfo Federico I, duca di Meclemburgo;
- Francesco (1645 - 1645);
- Eleonora Carlotta (1646 - 1709), sposò nel 1676 il duca Cristiano Adolfo di Schleswig-Holstein-Sonderburg-Franzhagen (1641 - 1702);
- Ermanno (1649 - 1660).

Francesco Enrico ebbe anche due figli nati fuori dal matrimonio.

## Antenati
|                                        |                                |                                   | Genitori                          |  |  | Nonni |  |  | Bisnonni                       |  |  | Trisnonni                        |  |
|                                        |                                |                                   |                                   |  |  |       |  |  | Magnus I di Sassonia-Lauenburg |  |  | Giovanni V di Sassonia-Lauenburg |  |
|                                        |                                |                                   |                                   |  |  |       |  |  | Magnus I di Sassonia-Lauenburg |  |  | Giovanni V di Sassonia-Lauenburg |  |
|                                        |                                | Dorotea di Hohenzollern           |                                   |  |  |       |  |  | Magnus I di Sassonia-Lauenburg |  |  |                                  |  |
| Francesco I di Sassonia-Lauenburg      |                                |                                   |                                   |  |  |       |  |  | Magnus I di Sassonia-Lauenburg |  |  |                                  |  |
|                                        |                                | Caterina di Braunschweig-Lüneburg | Enrico IV di Brunswick-Lüneburg   |  |  |       |  |  |                                |  |  |                                  |  |
|                                        |                                | Caterina di Braunschweig-Lüneburg | Enrico IV di Brunswick-Lüneburg   |  |  |       |  |  |                                |  |  |                                  |  |
|                                        |                                | Caterina di Braunschweig-Lüneburg | Caterina di Pomerania-Wolgast     |  |  |       |  |  |                                |  |  |                                  |  |
| Francesco II di Sassonia-Lauenburg     |                                | Caterina di Braunschweig-Lüneburg |                                   |  |  |       |  |  |                                |  |  |                                  |  |
|                                        |                                | Enrico IV di Sassonia             | Alberto III di Sassonia           |  |  |       |  |  |                                |  |  |                                  |  |
|                                        |                                | Enrico IV di Sassonia             | Alberto III di Sassonia           |  |  |       |  |  |                                |  |  |                                  |  |
|                                        |                                | Enrico IV di Sassonia             | Sidonia di Boemia                 |  |  |       |  |  |                                |  |  |                                  |  |
| Sibilla di Sassonia                    |                                | Enrico IV di Sassonia             |                                   |  |  |       |  |  |                                |  |  |                                  |  |
|                                        |                                | Caterina di Meclemburgo-Schwerin  | Magnus II di Meclemburgo-Schwerin |  |  |       |  |  |                                |  |  |                                  |  |
|                                        |                                | Caterina di Meclemburgo-Schwerin  | Magnus II di Meclemburgo-Schwerin |  |  |       |  |  |                                |  |  |                                  |  |
|                                        |                                | Caterina di Meclemburgo-Schwerin  | Sofia di Pomerania-Wolgast        |  |  |       |  |  |                                |  |  |                                  |  |
| Francesco Enrico di Sassonia-Lauenburg |                                | Caterina di Meclemburgo-Schwerin  |                                   |  |  |       |  |  |                                |  |  |                                  |  |
|                                        | Enrico V di Brunswick-Lüneburg | Enrico IV di Brunswick-Lüneburg   |                                   |  |  |       |  |  |                                |  |  |                                  |  |
|                                        | Enrico V di Brunswick-Lüneburg | Enrico IV di Brunswick-Lüneburg   |                                   |  |  |       |  |  |                                |  |  |                                  |  |
|                                        | Enrico V di Brunswick-Lüneburg | Caterina di Pomerania-Wolgast     |                                   |  |  |       |  |  |                                |  |  |                                  |  |
| Giulio di Brunswick-Lüneburg           | Enrico V di Brunswick-Lüneburg |                                   |                                   |  |  |       |  |  |                                |  |  |                                  |  |
|                                        |                                | Maria di Württemberg-Mömpelgard   | Enrico di Württemberg             |  |  |       |  |  |                                |  |  |                                  |  |
|                                        |                                | Maria di Württemberg-Mömpelgard   | Enrico di Württemberg             |  |  |       |  |  |                                |  |  |                                  |  |
|                                        |                                | Maria di Württemberg-Mömpelgard   | Elisabetta di Zweibrücken-Bitsch  |  |  |       |  |  |                                |  |  |                                  |  |
| Maria di Brunswick-Lüneburg            |                                | Maria di Württemberg-Mömpelgard   |                                   |  |  |       |  |  |                                |  |  |                                  |  |
|                                        |                                | Gioacchino II di Brandeburgo      | Gioacchino I di Brandeburgo       |  |  |       |  |  |                                |  |  |                                  |  |
|                                        |                                | Gioacchino II di Brandeburgo      | Gioacchino I di Brandeburgo       |  |  |       |  |  |                                |  |  |                                  |  |
|                                        |                                | Gioacchino II di Brandeburgo      | Elisabetta di Danimarca           |  |  |       |  |  |                                |  |  |                                  |  |
| Edvige di Brandeburgo                  |                                | Gioacchino II di Brandeburgo      |                                   |  |  |       |  |  |                                |  |  |                                  |  |
|                                        |                                | Edvige Iagellona                  | Sigismondo I Jagellone            |  |  |       |  |  |                                |  |  |                                  |  |
|                                        |                                | Edvige Iagellona                  | Sigismondo I Jagellone            |  |  |       |  |  |                                |  |  |                                  |  |
|                                        |                                | Edvige Iagellona                  | Barbara Zápolya                   |  |  |       |  |  |                                |  |  |                                  |  |
|                                        |                                | Edvige Iagellona                  |                                   |  |  |       |  |  |                                |  |  |                                  |  |